# 河南省许昌市中级人民法院
河南省许昌市中级人民法院是河南省许昌市的中级人民法院，位于魏都区前进路中段。

## 机构设置
2013年，许昌市中级法院机构改革成立的内设机构有办公室、政治部、立案一庭、立案二庭、刑事审判第一庭、第二庭、法官进修学院等共计28个。

## 历任领导
| 院长 副院长 | 党组书记 |

## 对应基层人民法院
- 河南省许昌市魏都区人民法院
- 河南省长葛市人民法院
- 河南省禹州市人民法院
- 河南省许昌县人民法院
- 河南省鄢陵县人民法院
- 河南省襄城县人民法院